# Postmasburg
Postmasburg ist eine Stadt in der südafrikanischen Provinz Nordkap. Sie ist Verwaltungssitz der Gemeinde Tsantsabane im Distrikt ZF Mgcawu.

## Geographie
Postmasburg hatte 13.692 Einwohner (Volkszählung 2001) und 2011 bereits 30.089 Bewohner. Nordwestlich entstand das ehemalige Township Boichoko, das zur Stadt gehört.
Postmasburg befindet sich in der südlichen Kalahari. Östlich der Stadt erstrecken sich die bis zu 1615 Meter hohen Asbesberge. Die Stadt liegt rund 200 Kilometer westlich von Kimberley, 240 Kilometer östlich von Upington und 67 Kilometer nördlich von Griekwastad.

## Geschichte
In der Umgebung finden sich zahlreiche Spuren der San, die bereits 700 n. Chr. das spiegelnde, glänzende Hämatit abbauten. Der Ort wurde nach 1833 unter dem Namen Sibiling (Setswana, „Ort des Spiegelsteins“) als Missionsstation der London Missionary Society gegründet. Im Ort siedelten sich Griqua an, die ihn Blinkklip („scheinende Klippe“) nannten. Der Ort gehörte zu Griqualand West, das bis 1871 bestand. 1890 wurde der Ort nach dem Gründer der Gemeinde der Vrije Gereformeerde Kerk, Dirk Postma, benannt; 1892 bekam Postmasburg Stadtrechte.
1918 wurden in der Nähe Diamanten gefunden, die fortan im Tagebau gefördert wurden. 1935 wurde die Grube geflutet. 1936 erhielt Postmasburg den Status einer Gemeinde.

## Wirtschaft und Verkehr
Haupteinnahmequelle ist der Bergbau. Vor allem Eisenerz und Manganerze, aber auch Diamanten werden abgebaut. In Lohatla, etwa 30 Kilometer nördlich von Postmasburg, befindet sich seit Beginn der 1980er Jahre das Trainingszentrum für Kampfeinsätze der früheren South African Defence Force, heute die South African National Defence Force.
Postmasburg ist mit einer Bahnstrecke an die Bahnstrecke Sishen–Saldanha im Norden und an Kimberley im Osten angebunden. Die hier gewonnenen Eisenerze gelangen so zum Hafen Saldanha.
Mehrere Regionalstraßen führen durch Postmasburg. Die R385 und die R325 führen zur nördlich verlaufenden R27. Richtung Osten verbindet die R385 Postmasburg über die R31 mit Barkly West und Kimberley und in südöstlicher Richtung die R64 in Campbell querend mit Douglas. Die R325 führt Richtung Süden nach Griekwastad, weiter als R313 nach Prieska und von dort als R386 nach Carnarvon. Die R309, weiter als R383, verbindet Postmasburg unter anderem mit Kenhardt im Westen.
Südöstlich der Stadt liegt ein Flugplatz, der nicht im Linienverkehr bedient wird (ICAO-Code: FAPT).

## Sehenswürdigkeiten
- Die Kirche wurde 1908 errichtet. Sie besteht aus blauem Dolomit, der in der Nähe gewonnen wurde. Eine Statue von Dirk Postma wurde ebenfalls aus Dolomit gefertigt.
- In der Nähe liegt das Witsand Nature Reserve, das seinen Namen von den weißen Dünen hat, die einen Kontrast zur rötlichen Umgebung bilden. Dort gibt es zahlreiche endemische Arten.[4]
- Nahe Postmasburg liegt die geflutete Postmasburg Diamond Mine.